# Transat anglaise 1960
Navigation
Édition suivante
La Transat anglaise 1960 (Observer Single-handed Trans-Atlantic Race) est la première course transatlantique à la voile en solitaire. 

## Création de l'épreuve
À la fin des années cinquante, une poignée de marins comme Sir Francis Chichester et Blondie Hasler imaginent une traversée de l'océan Atlantique, à la voile et en solitaire. De nombreux observateurs critiquent le projet, considéré comme insensé. Dès 1959, Blondie Hasler cherche des partenaires mais personne ne souhaite s'impliquer dans le projet. Finalement, en 1960, en coopération avec le Royal Western Yacht Club of England, le journal britannique The Observer s'engage en tant que sponsor principal de l'épreuve et lui donne son nom : Observer Single-handed Trans-Atlantic Race (OSTAR). Ce sont près de cent-quinze solitaires qui manifestent leur intention de participer et cinquante d'entre eux déposent un dossier d'inscription. On apprend plus tard, que seuls huit bateaux sont officiellement inscrits et que cinq solitaires prennent le départ de l'épreuve à Plymouth le 11 juin 1960,.

## PremièreTransat anglaise
Le départ est donné le 11 juin 1960 à Plymouth. Cinq concurrents prennent le départ dont un seul Français, Jean Lacombe qui s'élance seulement le 14 juin avec le bateau le plus petit, un Cap Horn de 6,50 m dessiné par Jean-Jacques Herbulot. Le britannique Francis Chichester arrive le premier à New York après 40 jours, 12 heures et 30 minutes de navigation.

## Déroulement de la course
En 1960, les navigateurs se servent de leur compas et de leur sextant et aucun moyen de communication ne permet d'obtenir des informations sur la traversée. Une forme d'inquiétude grandit de jour en jour, mais c'est finalement Francis Chichester qui, au bout de quelque quarante jours de mer, remporte la course. Il s'exprime à son arrivée, à New York : « Chaque fois que j’essayais de faire route directe sur New York, le vent se mettait à souffler pile dans le nez de Gipsy Moth. C’était comme essayer d’atteindre une porte avec un homme dressé sur votre passage, un tuyau d’arrosage pointé sur vous ».

## Classement
Classement de l'épreuve, :
| Pos. | Skipper            | Bateau          | Type      | LOA        | Temps            |
| ---- | ------------------ | --------------- | --------- | ---------- | ---------------- |
| 1    | Francis Chichester | Gipsy Moth III  | monocoque | 40 pieds   | 40 j 12 h 30 min |
| 2    | Blondie Hasler     | Jester          | monocoque | 26 pieds   | 48 j 12 h 02 min |
| 3    | David Lewis        | Cardinal Vertue | monocoque | 25 pieds   | 55 j 00 h 50 min |
| 4    | Valentin Howells   | Eira            | monocoque | 25 pieds   | 62 j 05 h 50 min |
| 5    | Jean Lacombe       | Cap Horn        | monocoque | 21,5 pieds | 74 j             |